# 程國祥
程國祥（?—?），字仲若，號我旋，安徽歙縣古關人。

## 生平
移居上元（今江蘇南京），自幼家貧，“父死，无以为葬”，一位姓李的邻居捐地给他葬父，程国祥将家中惟一的老鹅送给了邻居。萬曆三十一年癸卯科舉人，三十二年（1604年）甲辰成進士。歷任確山和光山知縣、大理寺右丞、太常卿、南京通政使。崇禎十年正月，为户部尚书。官至東閣大學士，仍布衣蔬食。崇禎十一年六月在召對奏事時，只能回答“好”，“好”，餘皆一言不發。溫體仁、王應熊、吳宗達三人被譏爲：“內閣翻成妓館，烏歸、王巴、篾片，總是遭瘟。”十二年四月致仕。辭官歸里时，两袖清风。南京市中心新街口现在有条巷子，名为程阁老巷，就是以程国祥的名字命名的，这个巷子历经沧桑，始终没有易名。

## 家族
曾祖程祚。祖父程世遂。父程建勳。母胡氏。具慶下。兄国祯、弟國禕、國彦。娶李氏。

## 延伸阅读
[在维基数据编辑]
 《明史卷二百五十三》，出自《明史》